# Liuva I.
Liuva I. je bio vizigotski kralj u Hispaniji između 568. i 573. godine. Na prijestolju je naslijedio svoga brata Atanagilda, a vladao je zajedno sa svojim drugim bratom, Leovigildom do svoje smrti, 573. godine. Bili su posljednji arijanski kršćani na vizigotskom prijestolju. Liuva je vladao vizigotskim zemljama na sjeveru u Pirinejima sve do svoje smrti. 
Braća su zajedno uspjela protjerati Bizantince iz Hispanije. Cilj im je bio ujediniti cijeli Iberijski poluotok, u čemu su uglavnom i uspjeli, osim na sjeveru gdje su im se Baski, Kantabri i Asturi uspjeli oduprijeti. 
Održavali su trgovačke veze s Bizantom, čime su održali urbanu kulturu na tlu Hispanije, kao i trgovačke i kulturne veze s ostatkom Sredozemlja.